# Драконтиум
Драконтиум (лат. Dracontium) — род вечнозелёных травянистых растений семейства Ароидные (Araceae), распространённых в Южной и Центральной Америке.

## Распространение
Встречаются в Центральной и тропической Америке: Мексика, Коста-Рика, Никарагуа, Панама, Доминиканская Республика, Пуэрто-Рико, Тринидад и Тобаго, Сент-Винсент, Французская Гвинея, Гайана, Венесуэла, Боливия, Колумбия, Эквадор, Перу, Бразилия, Парагвай.

## Ботаническое описание
Гигантские клубневые травянистые вечнозелёные растения с одним (редко двумя) листом и с одним (редко двумя) соцветиями, до 1,5 м высотой, с клубнем до 20 см в диаметре, с черешками листьев до 5 м длиной и цветоножкой до 2,5 м длиной.
Клубень находится на глубине 5—75 см, более-менее полусферический, 2—20 см в диаметре, 2—10 см толщиной, сверху плоский, с детками от нескольких до многих, расположенных среди многочисленных корней, снизу выпуклый, гладкий или глубоко-морщинистый, без деток и корней.

### Листья
Катафиллы в числе 3—5, внутренний из них самый длинный, расположены на уровне 2—10 см над уровнем земли, частично закрывают основания черешка, беловатые с розовым отливом или бледно-коричневые (особенно у вершины), сухие, а перед листовой пластинкой коричневые, полностью расширенные и часто сгнивающие.
Черешки 2—8 см в диаметре у основания, 1—3,5 см — у вершины, 1—5 м длиной, от светло- до тёмно- или коричневато-зелёного, иногда у основания коричневый, с беловато-зелёными пятнами и полосками, создающими окраску, наподобие кожи рептилий, поверхность от гладкой до шероховатой с массивными выпуклостями, иногда в виде удлинённых горизонтальных гребней, разделяющих различно окрашенные участки, иногда с шипами до 2 мм длиной; в нижней половине черешков обычно больше выпуклостей, верхняя половина намного более гладкая.
Листовая пластинка с тремя главными сегментами, каждый 0,5—1,5 см длиной, тонко-кожистая, сверху зелёная, глянцевая или полуглянцевая, изредка матовая, иногда с фенестрацией вдоль центральной и первичных жилок. Средний листочек субдихотомично разделён на три сегмента; боковые — субдихотомично на 2 сегмента; каждый сегмент может состоять из одной части или быть разделённым на 2—3 меньшие части.
Центральная и первичные жилки выпуклые и светло-зелёные сверху, заметно выше и более бледные снизу. Вторичные жилки более-менее параллельные и изгибающиеся у краёв, формируя две общие краевые жилки.
Крайние листочки 8—20 см длиной, 3—7 см шириной, от ланцетовидных до нерегулярных, свободные или сросшиеся в основании, часто резко сужающиеся вдоль первичных жилок, на вершине заострённые или разделяющиеся на 2—3 вершины. Меньшие сегменты обратно-ланцетовидные или более-менее треугольные, 1—15 см длиной, 1—6,5 см шириной, острые или закруглённые на вершине, свободные в основании или нисходящие, частично оголяющие первичную жилку. Жилки покрыты пятнами наподобие черешков, но намного более бледными или равномерно светло-зелёными, иногда с коричневым оттенком, гладкие или с выпуклостями, как черешки. Длина от вершины черешка до первого крайнего листочка более, чем в два раза больше, чем длина бокового листочка.

### Соцветия и цветки
Соцветие появляется раньше или после появления листа. Катафиллы в числе 3—5, беловатые с отливом от розового до тёмно-коричневого(особенно у вершины), заострённые на вершине, внутренний из них самый длинный, полностью закрывает подземную часть и основание цветоножки, иногда длиннее цветоножки и частично закрывает покрывало.
Цветоножка сгибается, почти доставая уровня земли, до 2,5 м длиной, часто короче черешка, редко его превышает, 0,5—6 см в диаметре, очень внешне похожа на черешок, если не прикрыта катафиллами, но более гладкая, по окраске, как черешок, иногда более розовая или коричневая.
Покрывало постоянное или опадающее, сгнивающее при созревании плодов, от узкоовального до лодкообразной формы, в основании свёрнутое, выше открытое, часто открывающееся при цветении, края не накладывающиеся или накладывающиеся, формирующие трубку, от широко перекрытых до немного открытых на верхушке; вершина более-менее заострённая, от немного выгнутой (менее 45°) до сильно выгнутой (от 45° до 90°); снаружи фиолетово-пурпурное, часто с зелёным или зеленоватым отливом, с заметными, часто выпуклыми жилками, пузырчатое, внутри от красновато-фиолетового до каштанового, глянцевое, полуглянцевое, иногда с тонкими сухими чешуйками, часто с беловатыми или коричневатыми, пёстрыми желёзистыми устьицами, часто с беловатой прозрачной областью 0,5—10 см высотой у основания початка, испускающее периодически во время цветения неприятный запах, похожий на запах гниющих овощей или мяса.
Початок во время цветения от зеленоватого до фиолетового, цилиндрический, иногда более тонкий на вершине, сидячий или на ножке до 1,5 см длиной. Цветки расцветают при открытии лепестков околоцветника. Лепестков 4—6(7), от зелёного до фиолетового цвета. Тычинок (4)5—17(19); пыльники жёлтые, открывающиеся апикально, цвет их меняется от красноватого до коричневого, иногда тёмно-фиолетового, особенно перед открытием. Завязь 2—5(7)-гнёздная, в каждом гнезде по одной семяпочке; столбик 2—5 мм длиной, тёмно-фиолетовый, постоянный или опадающий; рыльце 2—3(иногда 4)-лопастное, покрытое прозрачной липкой жидкостью в период цветения.

### Плоды
Соплодие в 4—15 раз длиннее соцветия и в 4—8 раз шире соцветия в период цветения, 4—10 см в диаметре, 4—25 см длиной.
Ягоды незрелые зелёные, при созревании становятся красноватыми, багряными или оранжевыми, покрытые маленькими беловатыми рафидными клетками, на вершине более тёмные, иногда несколько сплюснутые около сохраняющегося столбика, содержат по 1—7 семян.
Семена почковидной или более-менее округлой формы, гладкие.
Число хромосом 2n=26.

## Вредители
Культивируемые растения драконтиума поражаются американским трипсом (Echinothrips americanus) — насекомым, распространённым в США, с 1990-х годов встречающимся также и в странах Европы, а в 2005 году впервые обнаруженном и в России.

## Виды
По информации базы данных World Checklist of Selected Plant Families (WCSP) Королевских ботанических садов Кью (2020), род включает 29 видов:
- Dracontium albostipes G.Nicholson
- Dracontium amazonense G.H.Zhu & Croat
- Dracontium angustispathum G.H.Zhu & Croat
- Dracontium annulatum G.Nicholson
- Dracontium asperispathum G.H.Zhu & Croat
- Dracontium asperum K.Koch
- Dracontium bogneri G.H.Zhu & Croat
- Dracontium constantinoi A.Hay & M.Cedeño
- Dracontium croatii G.H.Zhu
- Dracontium dubium Kunth
- Dracontium gigas (Seem.) Engl.
- Dracontium grandispathum G.H.Zhu & Croat
- Dracontium grayumianum G.H.Zhu & Croat
- Dracontium guianense G.H.Zhu & Croat
- Dracontium iquitense E.C.Morgan & J.A.Sperling
- Dracontium laetum E.G.Gonç. & S.P.Santos
- Dracontium longipes Engl.
- Dracontium margaretae Bogner
- Dracontium narae E.G.Gonç.
- Dracontium nivosum (Lem.) G.H.Zhu
- Dracontium peruvianum G.H.Zhu & Croat
- Dracontium pittieri Engl.
- Dracontium plowmanii G.H.Zhu & Croat
- Dracontium polyphyllum L. typus
- Dracontium prancei G.H.Zhu & Croat
- Dracontium purdieanum (Schott) Engl.
- Dracontium soconuscum Matuda
- Dracontium spruceanum (Schott) G.H.Zhu
- Dracontium ulei K.Krause